# Juan van der Hamen

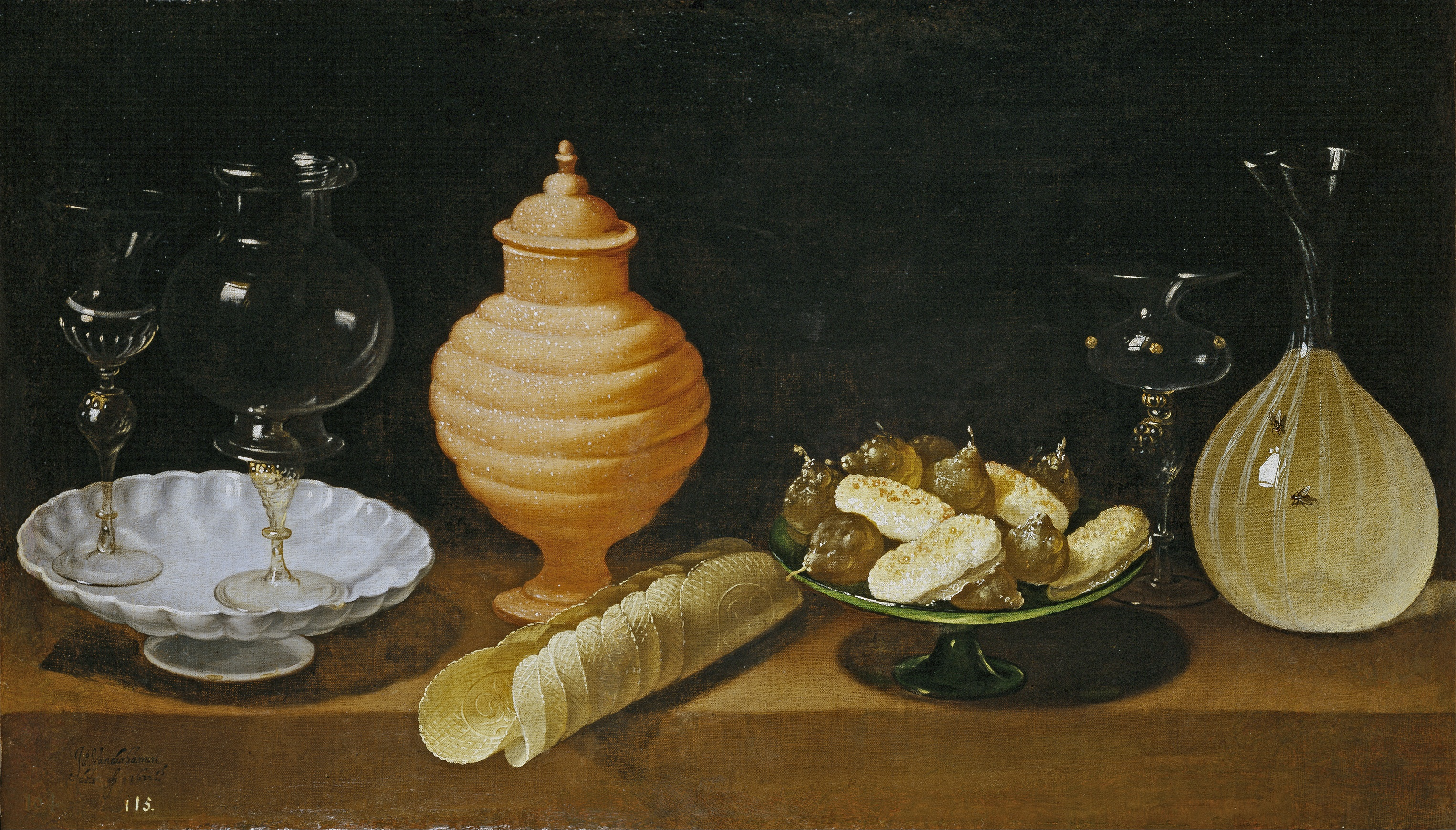
Martwa natura z kieliszkami, ceramiką i slodyczami, (1622)

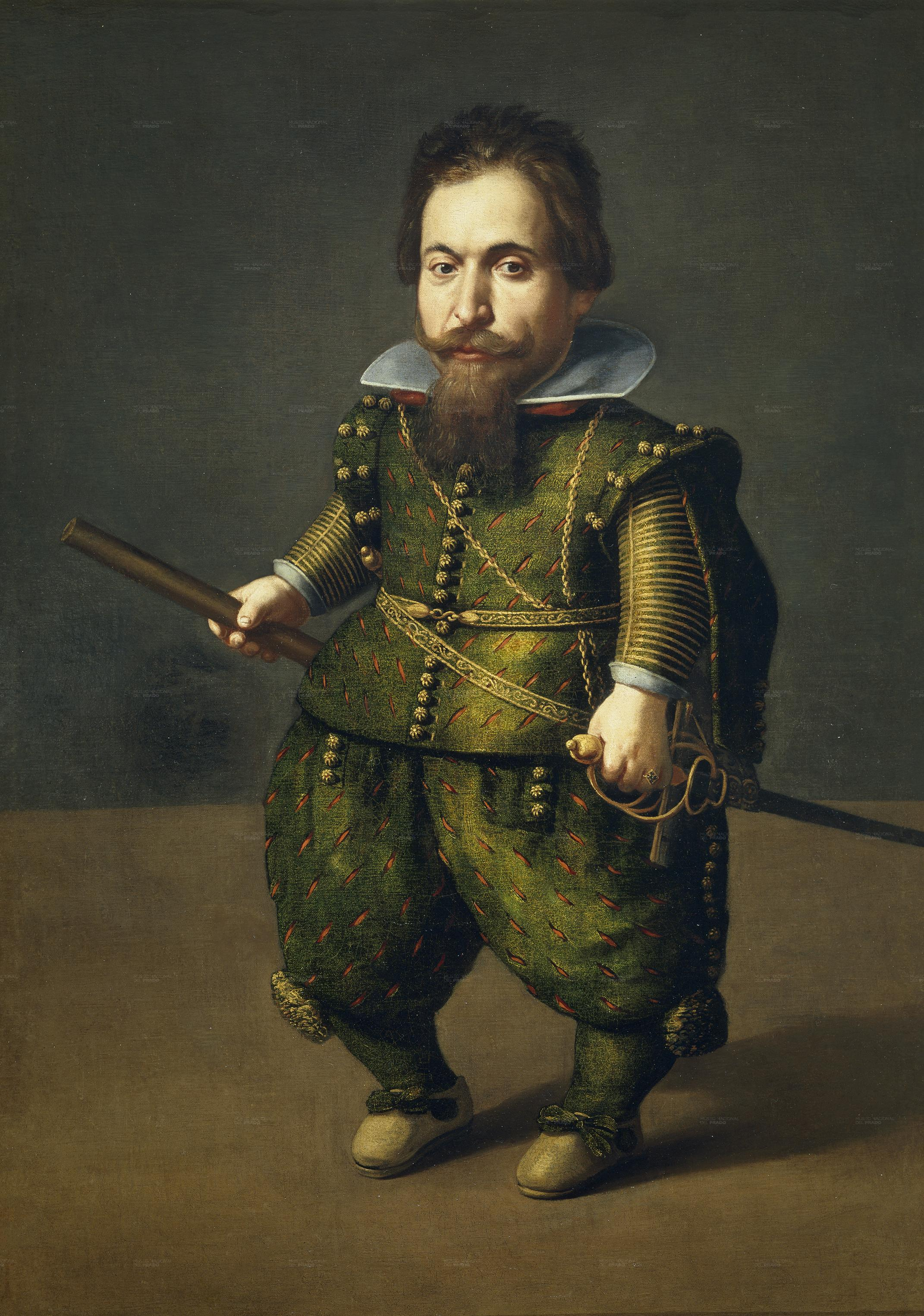
Portret karła (ok. 1626)

Juan van der Hamen y León (ochrz. 8 kwietnia 1596 w Madrycie, zm. 28 marca 1631 tamże) – hiszpański malarz okresu baroku. 
Działał w Madrycie. Malował martwe natury, portrety i obrazy religijne. Tworzył pod wpływem Juana Sáncheza Cotána i Fransa Snydersa. Zmarł w wieku 35 lat. 

## Wybrane dzieła
- Don Fracisco de la Cueva y Silva -  1625, 117 x 105 cm, Akademia San Fernando, Madryt
- Flora -  1627, 216 x 140 cm, Prado, Madryt
- Martwa natura z kieliszkami, ceramiką i słodyczami -  1622, 52 x 88 cm, Prado, Madryt
- Martwa natura z kwiatami i owocami -  1629, 84 x 131 cm, Metropolitan Museum of Art, Nowy Jork
- Martwa natura z kwiatami i psem -  ok. 1625, 228 x 95 cm, Prado, Madryt
- Martwa natura z kwiatami i szczenięciem -  1620-30, 228 x 95 cm Prado, Madryt
- Martwa natura z owocami i porcelaną -  1626, 11 x 84 cm, Museum of Fine Arts, Houston
- Martwa natura z owocami i warzywami -  Prado, Madryt
- Martwa natura ze słodyczami i porcelaną -  1627, 84,2 x 112,8 cm, National Gallery of Art, Waszyngton
- Maryja ukazująca się św. Franciszkowi -  1630-31, 246 x 160 cm, Klasztor Santa Isabel de los Reyes, Toledo
- Portret karła -  ok. 1626, 122 x 87 cm, Prado, Madryt
- Św. Izydor -  1620-22, 141 x 100 cm, Narodowa Galeria Irlandii, Dublin
- Św. Jan Chrzciciel -  1625, 168 x 140 cm, Real Monasterio de la Encarnación, Madryt
- Talerz z wiśniami i śliwkami -  1627, 20 x 28 cm, Prado, Madryt